# 1710 en santé et médecine
| Années de la santé et de la médecine : 1707 - 1708 - 1709 - 1710 - 1711 - 1712 - 1713    |
| Décennies de la santé et de la médecine : 1680 - 1690 - 1700 - 1710 - 1720 - 1730 - 1740 |

Cet article présente les faits marquants de l'année 1710 en santé et médecine.

## Publications
- François Pourfour du Petit décrit sa thèse sur l'innervation collatérale dans Lettres d'un médecin des hôpitaux du Roy à un autre médecin de ses amis, Namur, 1710, 50 p. (lire en ligne sur Gallica)[1],[2].
- Alexis Littré, dans son traité Diverses observations anatomiques[3], est le premier médecin à suggérer la possibilité d'effectuer une colostomie dans la région lombaire pour une obstruction du côlon.
- Stephen Hales est le premier à mesurer la capacité du cœur d'un mammifère[4] et le premier à mesurer la pression artérielle[5].

## Naissances
- 15 avril : William Cullen (mort en 1790),  médecin et chimiste britannique.
- 20 avril : Jean-Joseph Sue (mort en 1792), anatomiste français, père de Jean-Joseph Sue (1760-1830) et grand-père d'Eugène Sue.
- 21 juillet : Paul Möhring (mort en 1792), médecin et zoologiste allemand, qui a proposé une classification des oiseaux.
- Août : William Heberden (mort en 1801), médecin anglais, premier à avoir décrit l'angine de poitrine. Il a également donné son nom à une variété de tuméfactions nodulaires des articulations interphalangiennes distales de la main, les nodosités d'Heberden.